# Бондаренко Уляна Миколаївна
Уляна Миколаївна Бондаренко (нар. 1903, село Старий Мерчик Харківської губернії, тепер Валківського району Харківської області — ?) — українська радянська діячка, голова Киянівської сільської ради Богодухівського району Харківської області. Депутат Верховної Ради СРСР 1-го скликання.

## Біографія
Народилася в бідній селянській родині. Закінчила два класи Старомерчицької церковнопарафіяльної школи.
У 1914—1919 роках — робітниця Мерчицької паркетної фабрики Харківської губернії, якою володів поміщик Духовський.
У 1919 році разом з братами перебувала в радянському військовому загоні. Наприкінці 1919 року повернулася в Старий Мерчик, працювала в сільській кооперації, комітеті незаможних селян, була організатором жінок села. 
У 1927—1930 роках — завідувачка дитячих ясел в селі Старий Мерчик.
У 1930—1932 роках — голова колгоспу «Червоний колос» в селі Старий Мерчик Валківського району.
Член ВКП(б) з 1932 року.
З 1932 року — заступник голови сільської спілки споживчої кооперації, потім голова Миролюбівської сільської ради (село Миролюбівка Богодухівського району Харківської області).
З 1935 року — голова Киянівської сільської ради (село Кияни) Богодухівського району Харківської області.